# Albert Henderickx
Pour les articles homonymes, voir Henderickx.
Albert Henderickx  est un footballeur belge.
Il a été milieu de terrain au Royal Beerschot AC, durant l'entre-deux-guerres. Il a remporté cinq fois le championnat de Belgique. 
Il a été retenu pour le tournoi olympique de 1924, mais n'a jamais joué en équipe de Belgique.

## Palmarès
- Présélectionné aux Jeux Olympiques en 1924
- Champion de Belgique: 1922 - 1924 - 1925 - 1926 - 1928